# San Pedro Alcántara
Pour les articles homonymes, voir San Pedro et Alcantara.
Ne doit pas être confondu avec São Pedro de Alcântara ou Pierre d'Alcántara.
San Pedro Alcántara, ou San Pedro de Alcántara, est une ville du sud de l'Espagne et un district de la commune de  Marbella dans la province de Malaga et la communauté autonome d’Andalousie.
Après avoir été l’une des plus importantes colonies agricoles d’Espagne au XIXe siècle, San Pedro Alcántara est aujourd’hui une ville touristique de la Costa del Sol. Elle compte 36 384 habitants en 2019.

## Géographie

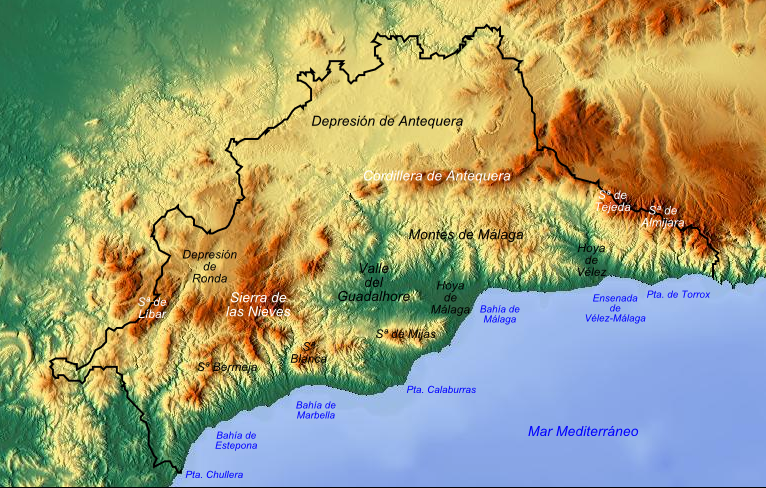
Province de Malaga. Relief.

Le district de San Pedro Alcántara s'étend dans une plaine côtière entourée d'un demi-cercle de collines escarpées dont les principales sont la Sierra Blanca à l'est, la Sierra de las Nieves au nord et la Sierra Bermeja à l'ouest.
Il forme la partie ouest de la commune de Marbella, à une dizaine de kilomètres  du chef-lieu. Il est arrosé par deux fleuves côtiers : le Guadalmina (es) à l'ouest et le Guadaiza (es) à l'est.
|          | Benahavís                                 |                                       |
| Estepona | San Pedro Alcántara (commune de Marbella) | Nueva Andalucía (commune de Marbella) |
|          | mer Méditerranée                          |                                       |

Desservi par la route côtière N-340 et par l'autoroute à péage AP7, San Pedro Alcántara est facilement accessible depuis Malaga, Cadix, Séville et Ronda.
L'aéroport de Malaga et celui de Gibraltar sont à moins d'une heure de route.

## Histoire

### Antiquité et Moyen Âge

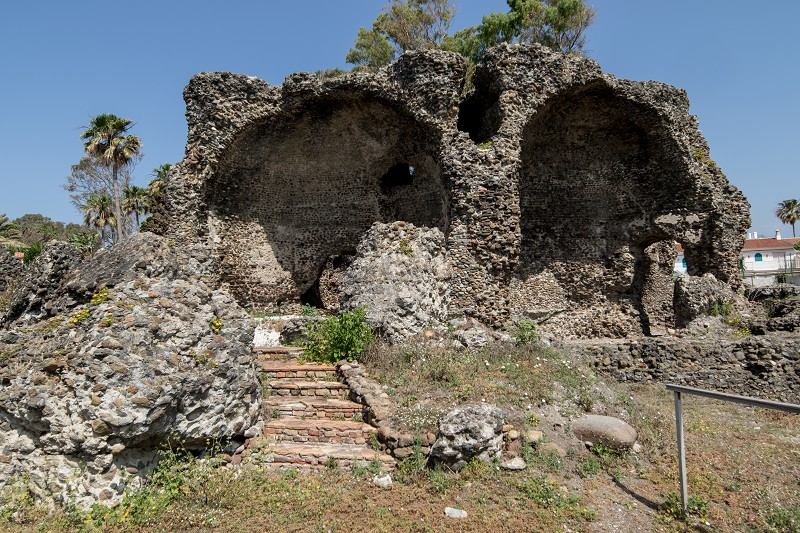
Thermes romains de Las Bóvedas, ou du Guadalmina.

Les thermes romains de Las Bóvedas (es) se trouvent près de l'embouchure du Guadalmina (es) et datent du IIe siècle, une époque où le littoral méditerranéen de la Bétique est émaillé de villas maritimes produisant notamment du garum. L'importance des vestiges romains retrouvés à San Pedro Alcántara supporte l'hypothèse d'une ville assez importante qui pourrait être la mansio Cilniana citée dans l'itinéraire d'Antonin.
Non loin de là, une nécropole se développe au bord du Guadalmina à partir du IIe siècle. Il semble que, vers 365, un tsunami géant dû à un tremblement de terre sous-marin ravage une grande partie de la côte.

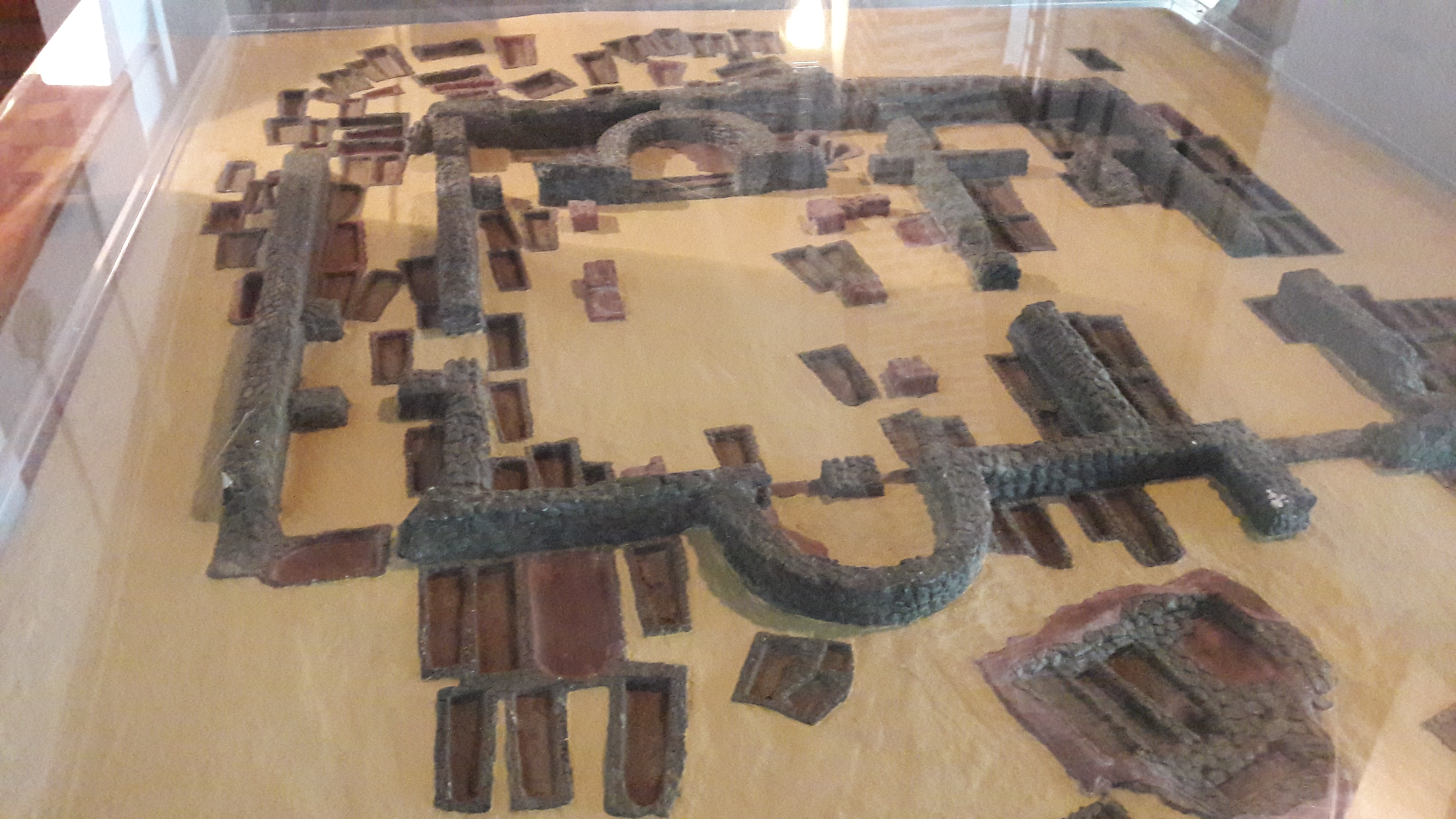
Maquette de la basilique de Vega del Mar.

Une église paléochrétienne, la basilique de Vega del Mar (es), est édifiée à la fin du IVe siècle, vers l’an 500, sur l'emplacement de l'ancienne nécropole. La construction de la basilique témoigne du renouveau du commerce maritime avec l’Afrique du Nord après la défaite des Vandales, chassés par les Wisigoths [Quand ?], et bien avant la reconquête byzantine de la Bétique. Les Byzantins, au milieu du VIe siècle, font figure de libérateurs aux yeux de la population romane locale. Quelques aménagements sont apportés à la basilique et à son enceinte dans ce contexte où la vénération des reliques et des martyrs se développe, sans doute en relation avec l'instabilité de la situation politique, tandis que le rite du baptême par immersion disparaît au profit du baptême par aspersion. Les Wisigoths reprennent le pouvoir sur la Bétique vers 613 mais les Byzantins resteront influents sur la côte jusqu'à l'arrivée des Musulmans.
La nécropole romaine précédemment active du IIe au IVe siècle, est à nouveau utilisée à l'époque wisigothique aux VIe et VIIe siècles.

### XVIesiècle
Philippe II fait cartographier la côte au XVIe siècle. La construction de tours de guet telles que la tour de las Bóvedas (es) fait partie de la défense du royaume de Grenade  contre les pirates barbaresques

### XIXesiècle

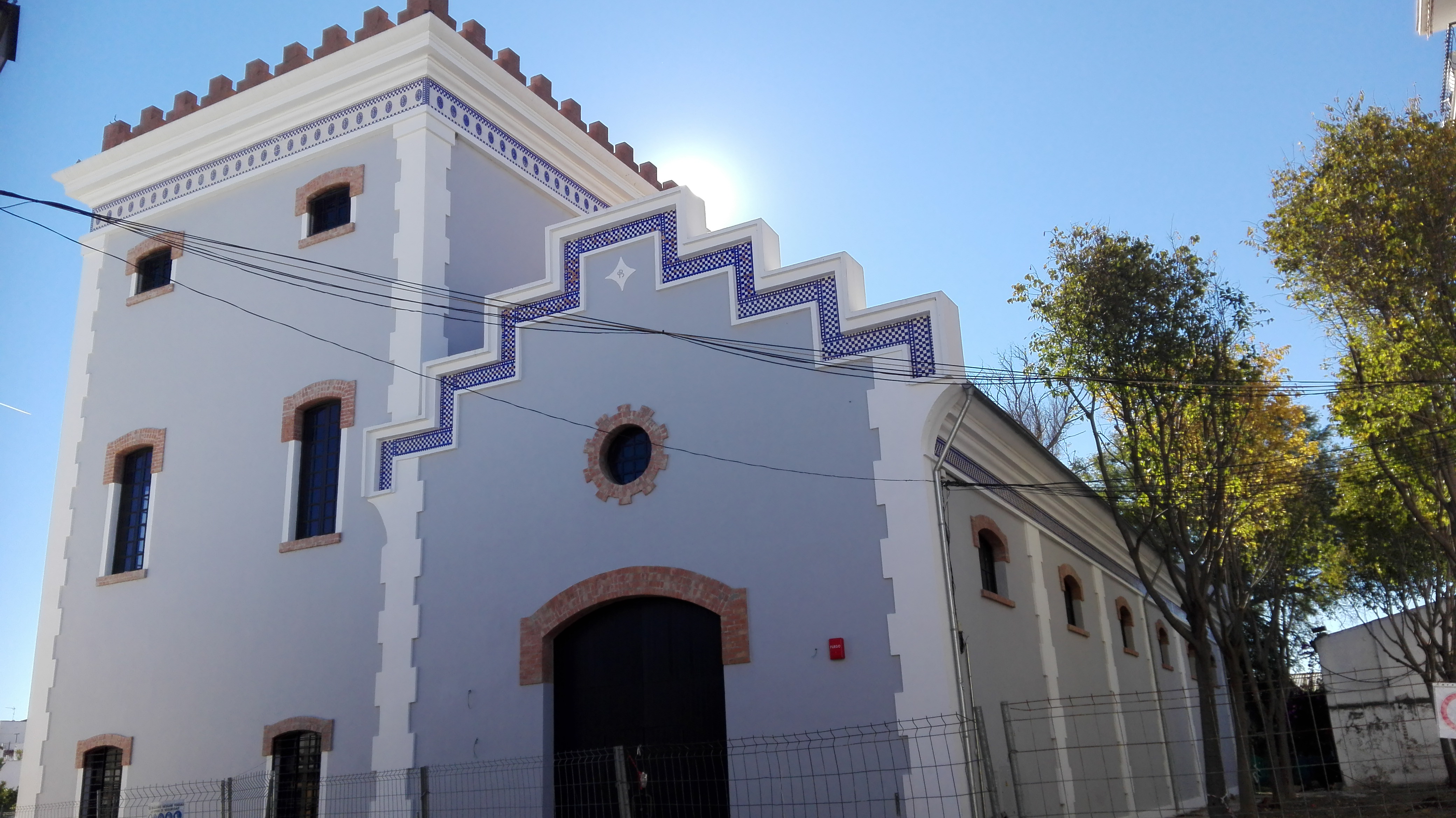
La distillerie du XIXe siècle.

Le marquis del Duero, Manuel Gutiérrez de la Concha e Irigoyen, fonde en 1860 une colonie agricole sur des terres provenant du patrimoine de son épouse Francisca de Paula Tovar y Pueguera Amat de La Gasca (1803-1871).
Le nom de la colonie, San Pedro Alcántara, se référe à saint Pierre d'Alcántara. La colonie s'étend principalement sur le district actuel San Pedro Alcántara et sur une partie des communes voisines Benahavis et Estepona[réf. souhaitée].
Le projet de la colonie est ambitieux. Il s'agit, grâce à plusieurs réservoirs, à de multiples petites digues et à du matériel agricole importé des États-Unis, de rendre cultivable un vaste territoire et d'y développer l'irrigation. Les bonnes conditions de vie offertes aux colons, attirent de nombreux travailleurs venant des villes de Grenade, Almería, Valence et Murcie[réf. souhaitée].
L’irrigation permet de cultiver la canne à sucre et, à partir de 1871, une usine sucrière  commence la production de sucre sur place.

### XXeetXXIesiècles
La Sociedad General Azucarera de España rachète l'usine en 1903 puis le domaine en 1910. La sucrerie fermera en 1915 tandis que la distillerie fonctionnera jusqu’aux années 1930. La colonie est alors morcelée et vendue.
À partir des années 1960, le développement touristique du district accompagne celui de Marbella. Le district s'urbanise graduellement. La plage de San Pedro Alcántara reçoit, à partir de 1993, le label Pavillon bleu[réf. souhaitée].
Le district, très urbanisé, compte 36 384 habitants en 2019[réf. souhaitée].

## Points d'intérêt
Les lieux les plus connus de San Pedro Alcántara sont :
- les thermes romains de Las Bóvedas (es)  : déclarés bien d'intérêt culturel en 2007 avec la zone archéologique environnante qui inclut une série de bassins à saler le poisson, également d'époque romaine, et une tour de guet du XVIe siècle[2] ;
- la tour de las Bóvedas (es) : du XVIe siècle également, à 50 m de la précédente[à vérifier] ;
- la nécropole et la basilique de Vega del Mar (es) : déclarées bien d'intérêt culturel dès 1931 ;
- le trapiche du XIXe siècle : restauré en 2015 et transformé en centre culturel ;
- d'autres bâtiments du XIXe siècle : la distillerie, l'église paroissiale, etc.
- le parc périurbain Los Tres Jardines inauguré en 2012 ;
- le Bulevar de San Pedro Alcántara inauguré en 2014 ;
- la plage et sa promenade.

La foire de San Pedro est la dernière foire d'été (feria) en Andalousie, elle dure plusieurs jours autour de la fête du saint patron de la ville, saint Pierre d'Alcántara, le 18 octobre.

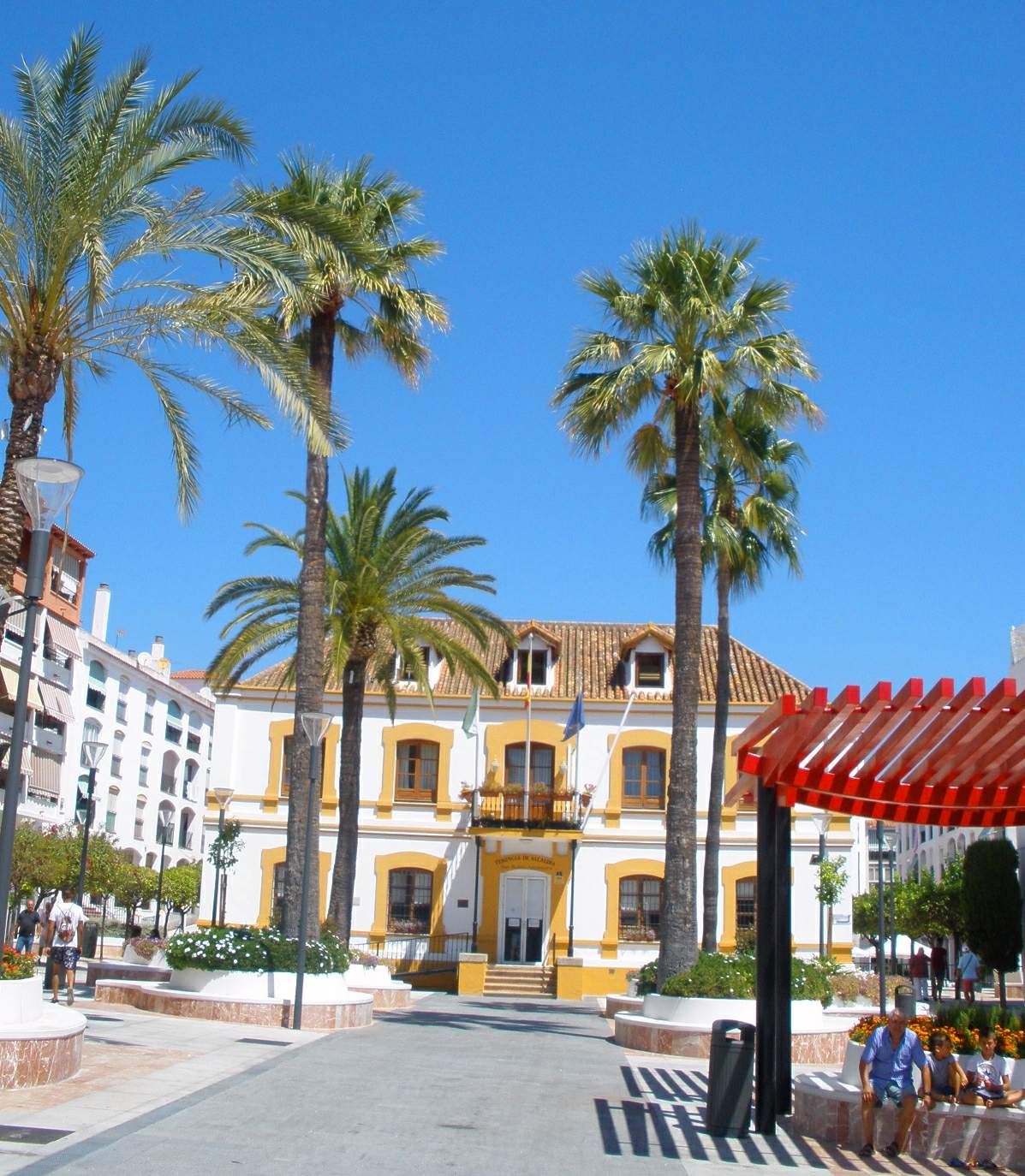
Mairie, ancienne villa de San Luís du marquisat de Guadalmina (1874).
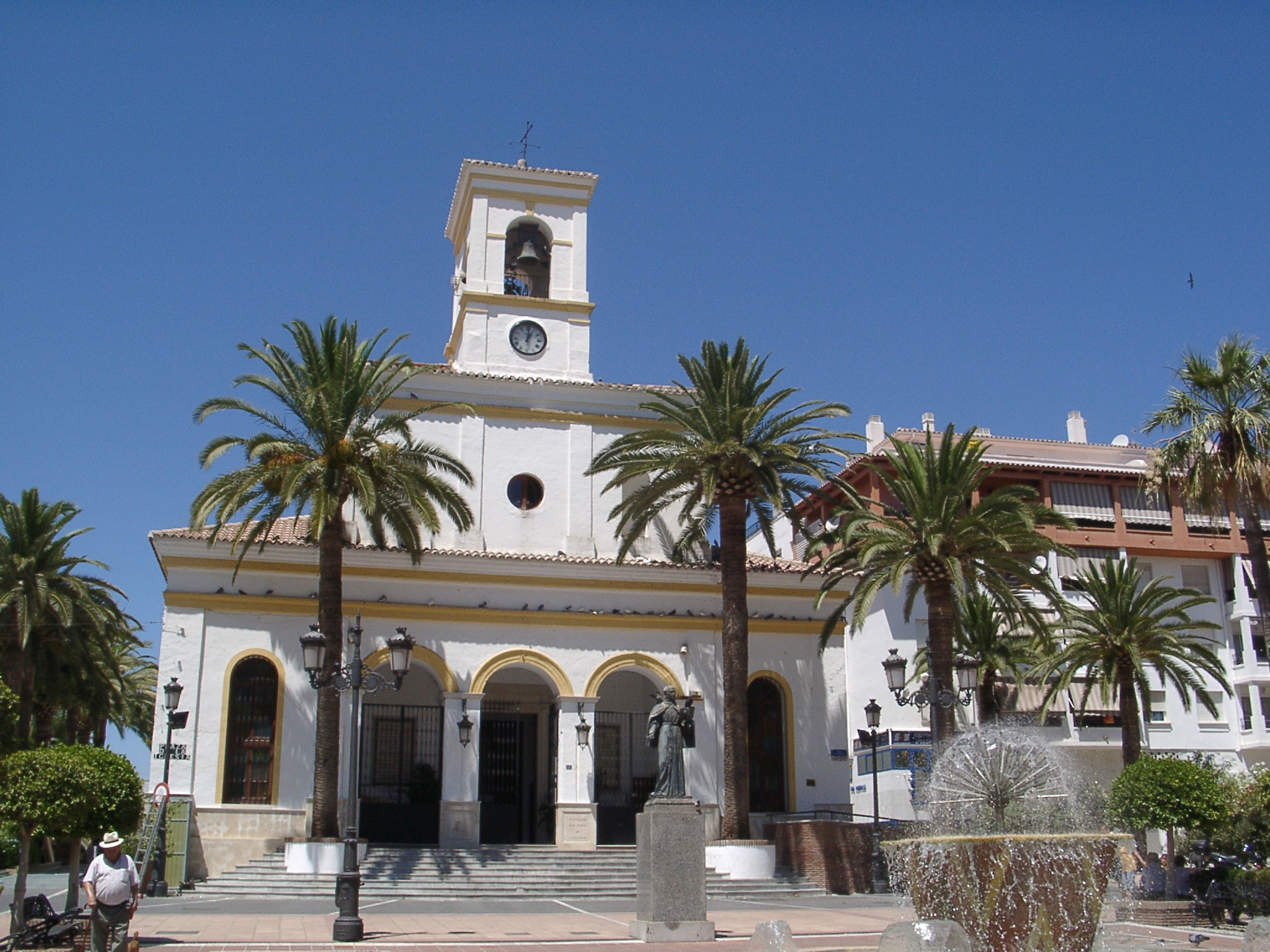
L'église de San Pedro Alcántara (XIXe siècle).
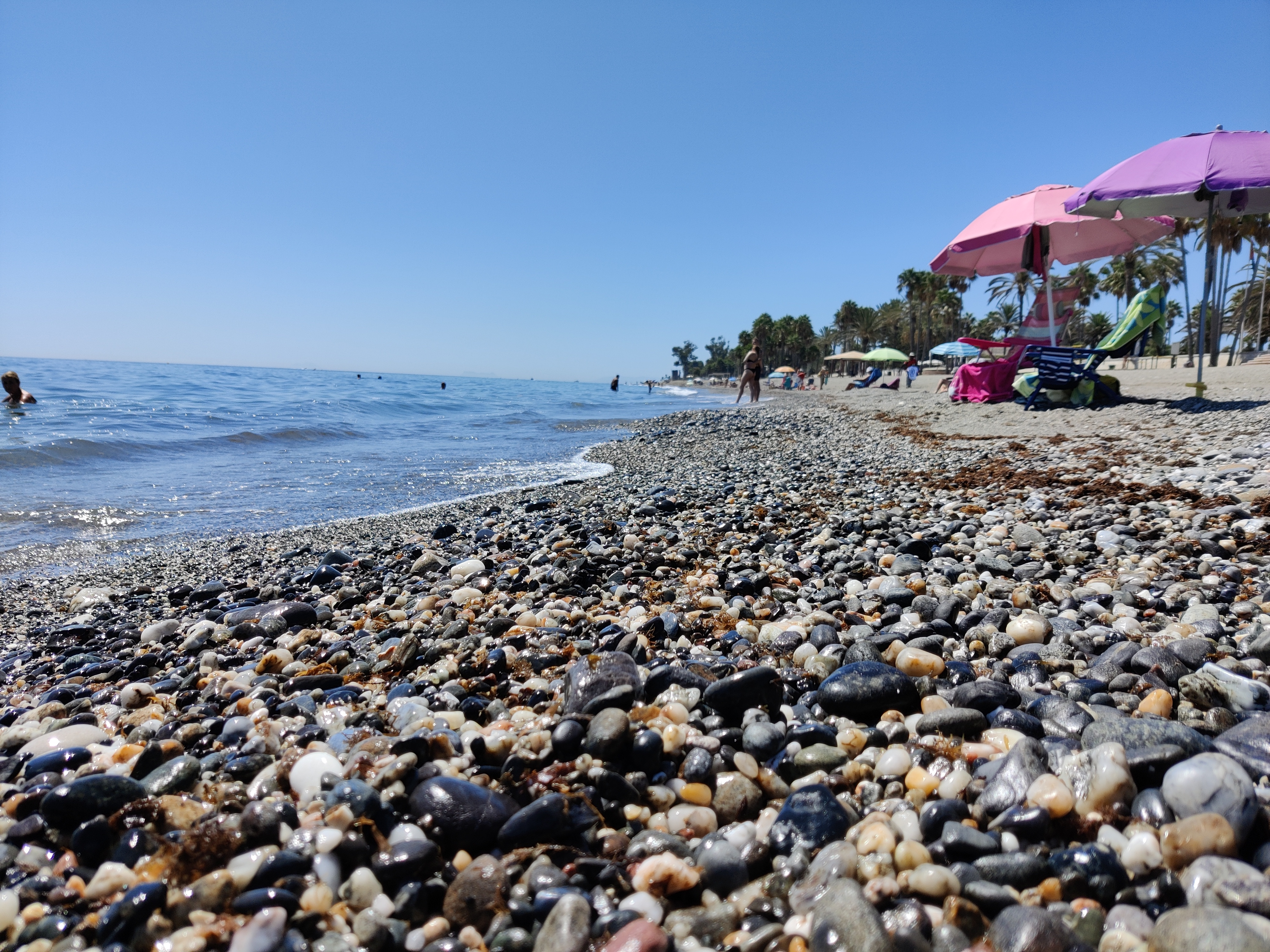
La plage.

## Personnalités liées à la ville
- José Antonio Lopez, coureur cycliste espagnol, né en 1976 à San Pedro Alcántara ;
- Pepón Nieto, acteur espagnol, né en 1967 à San Pedro Alcántara.

## Sources
- (es)/(en) Cet article est partiellement ou en totalité issu des articles intitulés en espagnol « San Pedro Alcántara » (voir la liste des auteurs) et en anglais « San Pedro de Alcántara » (voir la liste des auteurs).

### Articles liés
- Pierre d'Alcántara
- Estepona
- Nueva Andalucía (Marbella)
- Villa romaine de Río Verde (es)